# Камишов Олексій Олексійович
Камишов Олексій Олексійович (1 червня 1954, Торецьк, Сталінська область, УРСР — 19 серпня 2023) — радянський та український шахтар, Заслужений донор України.

## Життєпис
Народився 1 червня 1954 року у Торецьку.

## Донорство
Під час проходження військової служби в радянській армії чоловік погодився віддати свою кров дівчині, яку збила машина. Вона потребувала кров четвертої групи, що була у нього.
Вже після завершення військової служби, коли чоловік працював на одному із підприємств Торецька, хтось із співробітників шукав донорів для свого родича. І знову кров Камишова підійшла.
Згодом Олексій Камишов долучив до донорства свого брата Олександра та сина Романа.
У загальній кількості Олексій Камишов давав свою кров іншим протягом 132 разів.

## Смерть
Помер 19 серпня 2023 року внаслідок тривалої хвороби.

## Сім'я
Мав брата Олександра та сина Романа.

## Нагороди
- «Почесний донор СРСР»;
- «Почесний донор України»;
- «Заслужений донор України».